# Починковский сельсовет (Нижегородская область)
Починковский сельсовет — сельское поселение в Починковском районе Нижегородской области Российской Федерации.
Административный центр — село Починки.

## История
Статус и границы сельского поселения установлены Законом Нижегородской области от 18 августа 2005 года № 117-З «Об утверждении границ, состава территории Починковского муниципального района, границ и состава территорий муниципальных образований, входящих в состав Починковского муниципального района»

## Население
| 2002    | 2010    | 2012    | 2013    | 2014    | 2015    | 2016    |
| ------- | ------- | ------- | ------- | ------- | ------- | ------- |
| 13 468  | ↘13 153 | ↘12 986 | ↘12 838 | ↘12 700 | ↘12 612 | ↘12 492 |
| 2017    | 2018    | 2019    | 2020    |         |         |         |
| ↗12 531 | ↘12 459 | ↗12 501 | ↘12 453 |         |         |         |

## Состав сельского поселения
| № | Населённый пункт | Тип населённого пункта       | Население |
| - | ---------------- | ---------------------------- | --------- |
| 1 | Дуброво          | село                         | ↘289      |
| 2 | Зелёная Роща     | деревня                      | →0        |
| 3 | Кармалей         | деревня                      | ↘0        |
| 4 | Новоспасское     | село                         | ↘362      |
| 5 | Осинки           | посёлок                      | ↘122      |
| 6 | Пенькозавода     | посёлок                      | ↘50       |
| 7 | Починки          | село, административный центр | ↘11 761   |
| 8 | Тагаево          | село                         | ↘439      |